# Dmitri Anatoljewitsch Afanassenkow
Dmitri Anatoljewitsch Afanassenkow (russisch Дмитрий Анатольевич Афанасенков; * 12. Mai 1980 in Archangelsk, Russische SFSR, Sowjetunion) ist ein ehemaliger russischer Eishockeyspieler. Insgesamt hat er 255 Spiele in der National Hockey League für Tampa Bay Lightning und Philadelphia Flyers absolviert und gewann mit Tampa 2004 den Stanley Cup.

## Karriere
Afanassenkow begann seine Spielerkarriere 1995 bei Torpedo Jaroslawl in der zweiten russischen Liga. Beim NHL Entry Draft 1998 wurde er von Tampa Bay Lightning in der dritten Runde an 72. Stelle ausgewählt (gedraftet). Schon zur folgenden Spielzeit wechselte er nach Nordamerika und spielte in der Québec Major Junior Hockey League für die Moncton Wildcats, die ihn beim CHL Import Draft 1998 in der ersten Runde als insgesamt sechsten Spieler gezogen hatten.  Die folgenden zwei Jahre spielte er dann für die Sherbrooke Castors. Zu Beginn der Spielzeit 2000/01 unterzeichnete Dmitri Afanassenkow seinen ersten Profivertrag bei Tampa Bay, wurde aber bis 2003 vor allem bei den Farmteams Detroit Vipers, Grand Rapids Griffins oder Springfield Falcons eingesetzt. Erst im Trainingscamp vor der Spielzeit 2003/04 konnte er sich durchsetzen und bekam einen Stammplatz im NHL-Kader der Lightning.
Dieses Vertrauen rechtfertigte er mit sechs Toren und elf Assists während der regulären Saison. In den Play-offs konnte er drei weitere Punkte erzielen und verhalf Tampa Bay zum Gewinn des Stanley Cups.
Während des Lockout in der Saison 2004/05 spielte Afanassenkow in seiner Heimat für den HK Lada Toljatti, kehrte aber 2005 wieder nach Tampa zurück. Im Juli 2006 unterzeichnete er einen Einjahresvertrag, aber da er die Erwartungen der Trainer nicht erfüllen konnte, wurde er am 30. Dezember 2006 auf die Waiver-Liste gesetzt. Die Philadelphia Flyers verpflichteten ihn daraufhin bis zum Saisonende. In 41 Spielen für die Flyers konnte er 15 Scorerpunkte erzielen, bekam aber nach dem Saisonende kein neues Vertragsangebot und wurde dadurch zum unrestricted Free Agent. Am 1. August 2007 nahm ihn der HK Dynamo Moskau unter Vertrag, für den er in den folgenden zwei Jahren in der Superliga und KHL spielte.
Im September 2009 schickte sein Club ihn zu dessen Farmteam, da dieser mit Afanassenkow Leistungen und Einstellung unzufrieden war. Dabei passierte er den KHL-Waiver und wurde daraufhin von Lokomotive Jaroslawl verpflichtet. Nachdem er die Saison 2010/11 beim HK Traktor Tscheljabinsk verbracht hatte, kehrte er zur folgenden Spielzeit in die Schweizer NLA zurück, wo er im Oktober 2011 einen Vertrag bei Fribourg-Gottéron erhielt.
Ab Juli 2012 stand Afanassenkow bei Awtomobilist Jekaterinburg unter Vertrag, ehe sein Vertrag Mitte Oktober des gleichen Jahres aufgelöst wurde. Ab Januar 2013 stand er beim HK Homel unter Vertrag, ehe er seine Karriere am Saisonende beendete.

### International
Dmitri Afanassenkow vertrat sein Heimatland bei der U18-Europameisterschaft 1998, der U20-Weltmeisterschaft 2000 und beim World Cup of Hockey 2004.

## Erfolge und Auszeichnungen
- 1998 Bronzemedaille bei der U18-Europameisterschaft
- 2000 Silbermedaille bei der U20-Junioren-Weltmeisterschaft
- 2004 Stanley-Cup-Gewinn mit den Tampa Bay Lightning
- 2008 Spengler-Cup-Gewinn mit dem HK Dynamo Moskau